# Патрик Табако
Патрик Табако (фр. Patrick Tabacco; 23. март 1974) бивши је професионални рагбиста и некадашњи репрезентативац Француске.

## Каријера
Целу професионалну каријеру провео је у Француској. Једном је освојио европски челинџ куп и два пута титулу првака Француске. За репрезентацију Француске дебитовао је против Јужноафричке Републике у тест мечу 2001. Био је део селекције Француске на светском првенству одржаном у Аустралији 2003. На том великом такмичењу играо је у утакмицама против Шкотске, Ирске, Новог Зеланда и САД. За "Галске петлове" је одиграо 18 утакмица и постигао 1 есеј. Два пута је са Француском освајао титулу првака Европе. 

## Успеси
Куп европских изазивача у рагбију са "УС Коломиерс" 1998.
Титула шампиона Француске са клубом "Стад Франс" 2003, 2004.
Куп шест нација са Француском 2002, 2004.